# Olivia Merkel
Olivia Merkel (geboren 1981 in Villingen-Schwenningen) ist eine deutsche Pharmazeutin und Professorin für Drug Delivery (deutsch: „Arzneistofffreisetzung“) an der Fakultät für Chemie und Pharmazie der Ludwig-Maximilians-Universität München (LMU).

## Beruflicher Werdegang
Olivia Merkel studierte Pharmazie an der Philipps-Universität Marburg und erhielt 2005 die Approbation als Apothekerin. 2006 erwarb sie einen Master of Science in Pharmazeutischer Technologie an der Martin-Luther-Universität Halle-Wittenberg und promovierte 2009 in Pharmazeutischer Technologie an der Uni Marburg. Nach einer zweijährigen Post-Doc-Zeit an der Philipps-Universität Marburg ging sie 2011 als Assistenzprofessorin für Pharmazie (Tenure-Track Professor of Pharmaceutics, 2011–2017) an die Wayne State University in Detroit in den USA. In dieser Zeit (2012–2017) war sie auch wissenschaftliches Mitglied des Molecular Therapeutics Program und Dozentin im Graduiertenprogramm für Krebsbiologie am Barbara Ann Karmanos Cancer Institute in Detroit. 
Seit 2015 ist Merkel Professorin für Drug Delivery an der Fakultät für Chemie und Pharmazie der Ludwig-Maximilians-Universität München (LMU).

## Wissenschaftliche Schwerpunkte und Tätigkeiten
Merkel forscht zur Entwicklung von nicht-viralen Verabreichungssystemen für Ribonukleinsäuren (RNA-Delivery systems). Sie entwickelte Verfahren für das Einbringen biologisch aktiver RNA-Moleküle in Lymphozyten und Makrophagen. Dies eröffnet neue Wege, Lungenerkrankungen, entzündliche Erkrankungen oder Krebs zu behandeln. Im Vordergrund stehen lokale Darreichungsformen mit einem Schwerpunkt auf der Verabreichung über die Lunge.
Merkel publizierte über 100 begutachtete wissenschaftliche Arbeiten, ist Autorin von 15 Buchkapiteln und Herausgeberin von zwei Büchern. Sie ist Mitglied der Redaktionsbeiräte der Fachzeitschriften European Journal of Pharmaceutics and Biopharmaceutics, Molecular Pharmaceutics, Journal of Controlled Release, Advanced NanoBiomed Research, Pharmaceutics und Acta Pharmaceutica Sinica B.
Von 2020 bis 2021 war Merkel Präsidentin der deutschen Sektion der Controlled Release Society (CRS), von 2020 bis 2022 war sie Vorsitzende der Transdermal and Mucosal Delivery Focus Group der CRS.

## Ehrungen und Auszeichnungen
- 2020 Phoenix Pharmazie Wissenschaftspreis[4]
- 2020 APV Forschungspreis[5]
- 2019 Preis der Prinzessin-Therese-von-Bayern-Stiftung zur Förderung von Frauen in der Wissenschaft[6][7]
- 2015 Galenus Technologiepreis[8]
- 2014 ERC Starting Grant[9][10]
- 2012 Young Investigator Award des College of Pharmacy at Wayne State
- 2012 Einladung zur Lindauer Nobelpreisträgertagung[11]
- 2011 Young Pharmaceutical Investigator Award der European Federation for Pharmaceutical Science (EUFEPS)
- 2010 Carl-Wilhelm-Scheele-Preis der Deutschen Pharmazeutischen Gesellschaft (DPhG) für die beste Dissertation an der Philipps-Universität Marburg.[12]